# BSA Blue Star
La BSA Blue Star est une moto britannique fabriquée par BSA dans l'usine de Small Heath à Birmingham. La gamme Blue Star qui fut produite entre 1932 et 1936 devint réputée pour sa fiabilité et sa maniabilité. 

## Historique
Les motos Blue Stars étaient presque tous des modèles sportifs avec moteurs à soupapes en tête, arbres à cames spéciaux, bougies d'allumage et carburateur Amal spécial. Bien qu'un système de lubrification à carter sec ait été utilisé, l'huile ne se trouvait pas dans un réservoir séparé mais dans un compartiment spécial dans le carter moteur. Les motos avaient un cadre noir, des flancs de réservoir chromés et le tableau de bord se trouvait sur le dessus du réservoir. Les freins étaient actionnés à la main, les freins avant et arrière étant reliés et fonctionnaient avec des commandes aux pieds. Moyennant un coût supplémentaire, on pouvait opter pour un changement de vitesse manuel et un frein au pied séparé pour le frein arrière. 
La désignation du type était assez complexe. La lettre "B" était utilisée pour les modèles 250 cm3, le "R" désignait les modèles 350 cm3 et le "W" les modèles 500 cm3. Ces lettres étaient suivies par l'année de production. Néanmoins, ces désignations restaient flou, BSA ayant introduit par exemple15 nouveaux modèles dès 1933. 
Lorsque Val Page arriva chez BSA en 1936, il développa les machines et simplifia également les désignations de types : "B" pour les modèles 250 et 350 cm3 et "M" pour les modèles 500 cm3. 
En 1936 la BSA Empire Star, une version sportive légèrement améliorée, fut lancée. La Blue Star demeura dans la gamme rebaptisée «New Blue Star, Q21». En 1937, un tout nouveau moteur conçu par Val Page équipait le modèle Empire Star et la Blue Star fut supprimée de la gamme. L'Empire Star donna la célèbre Gold Star en 1938 (également connue sous le nom de M24). 
La Blue Star B33-3 OHV de 249 cm3 prenait la désignation de Blue Star Junior et la R33-5 de 348 cm3 celui de Sporting Blue Star. C'est toutefois la W33-8 (Q21 en 1936) à soupapes en tête de 499 cm3 qui devint la plus populaire et conduisit au développement de la Gold Star. Connue sous la désignation de "Sea Beeze" (Brise de mer) elle était le cinquième best-seller de BSA. 

## Séries modèle par années

### 1933
- BSA B33-3 Junior Blue Star : 250 cm3 OHV.
- BSA R33-5 Sporting Blue Star : 350 cm3 OHV
- BSA W33-9 Blue Star : 500 cm3 OHV

### 1934
- BSA B34-3 Blue Star : 250 cm3 OHV

- BSA R34-5 Blue Star : 350 cm3 OHV
- BSA W34-9 Blue Star : 500 cm3 OHV

### 1935
- BSA R35-5 Blue Star: 350 cm3 OHV
- BSA W35-8 Blue Star: 500 cm3 OHV

### 1936
- BSA Q21 New Blue Star: 500 cm3 OHV
- BSA R20 New Blue Star: 350 cm3 OHV